# Xarret

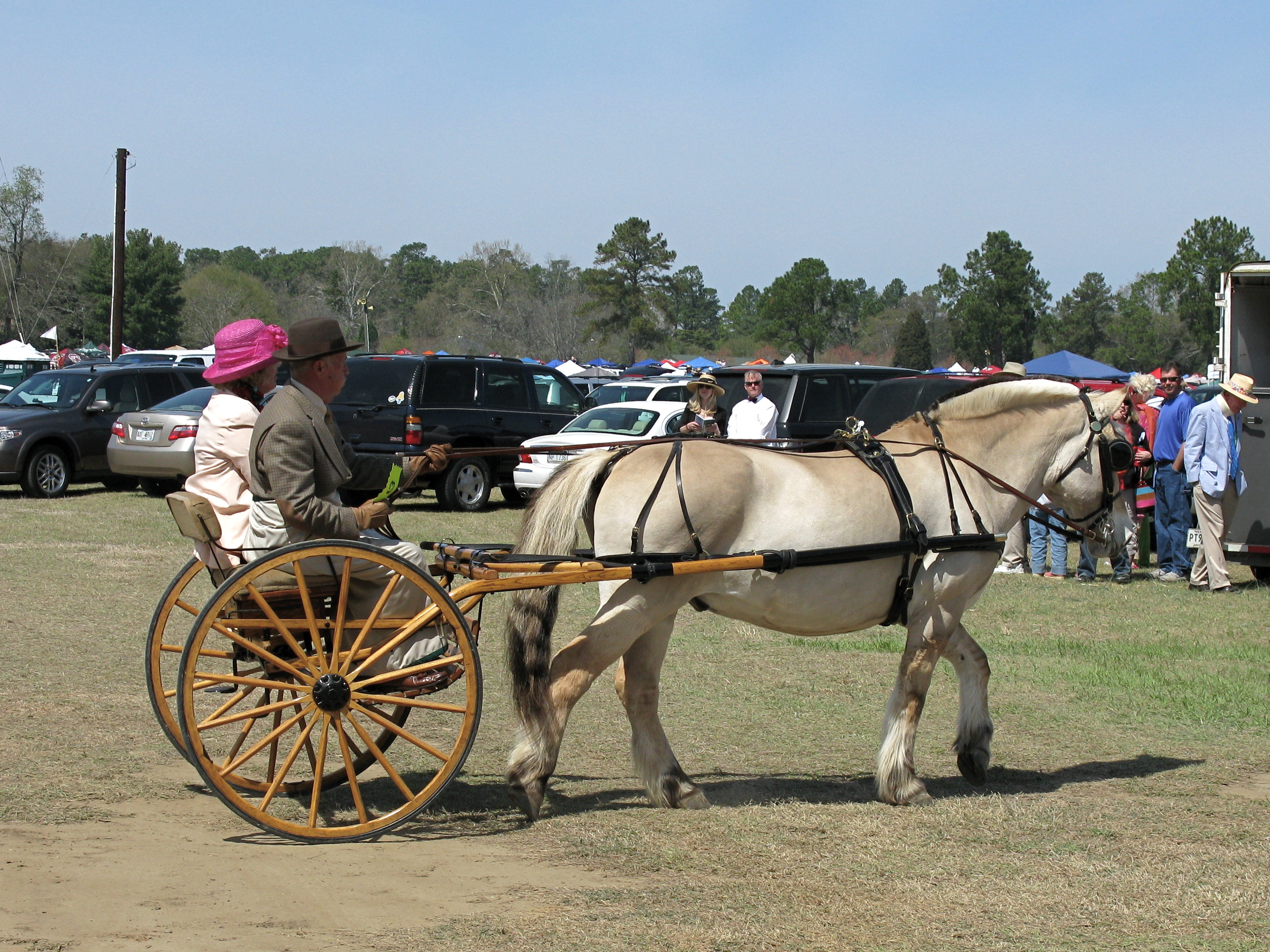
Un “road car” anglès. D'estructura diferent però de funcions similars al xarret.

El xarret (del francès charrette) és un carruatge anglès de dues rodes, amb dos o quatre seients que va muntat sobre ballestes que van unides a la caixa en forma de coll de cigne.
Porta un petit banc a la part del davant per a recolzar els peus i en la part del darrere serveix per a aquesta finalitat la tapa de la caixa que s'aixeca i queda suspesa per dues cadenes. Els seients només estan separats pel respatller i són corredissos per poder repartir millor el pes dels passatgers. La llimonera és bastant independent de la caixa ja que no s'uneix a ella directament sinó mitjançant unes molles tant per la part del davant com pel darrere podent ser substituïdes les del davant per unes articulacions o per una cremallera que permeten (tant la primera com la segona) pujar o baixar les vares, ajustant-les per a cavalls de diferents alçades.

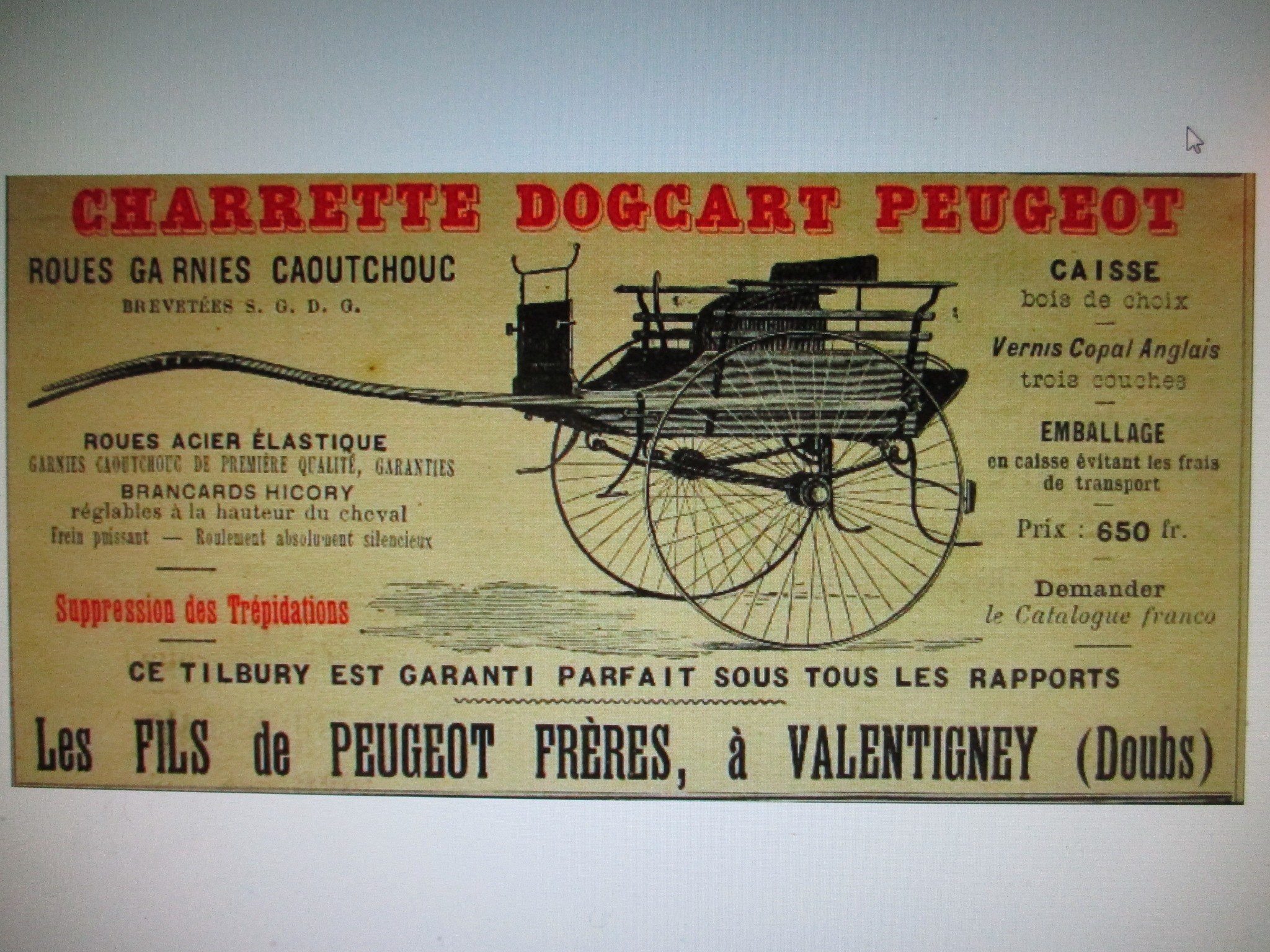
Cartell publicitari d'un model de charrette fabricat pels dos fills grans d'en Peugeot, inici de la família d'industrials. Reclams comercials: Supressió de trepidacions. Garantia. Rodes d'acer flexible recobert de cautxú. Tipus de fusta a elegir...

## Variants
Xarret de capota. Té dos seients i capota. Està compost d'una caixa que va muntada sobre ballestes amb una llimonera que passa cap a l'interior de la caixa i s'uneix a ella mitjançant una articulació a la part anterior i una molla a la part posterior. La capota és d'una peça de cuir muntada sobre cèrcols de ferro coberts per la guarnició i articulats pels seus extrems als costats de la caixa perquè puguin pujar o baixar a voluntat, fent que la capota deixi passar la llum adequada per a cada circumstància.
Hi ha models en versió sanitària.

## Curiositats
- Dos accidents de xarret a Barcelona. 12 de novembre de 1920.[8]
- En la traducció catalana de la novel·la The Moonstone de Wilkie Collins (1868), es tradueix per “xarret” el carruatge anomenat “pony-chaise” en l'obra original.[9][10]

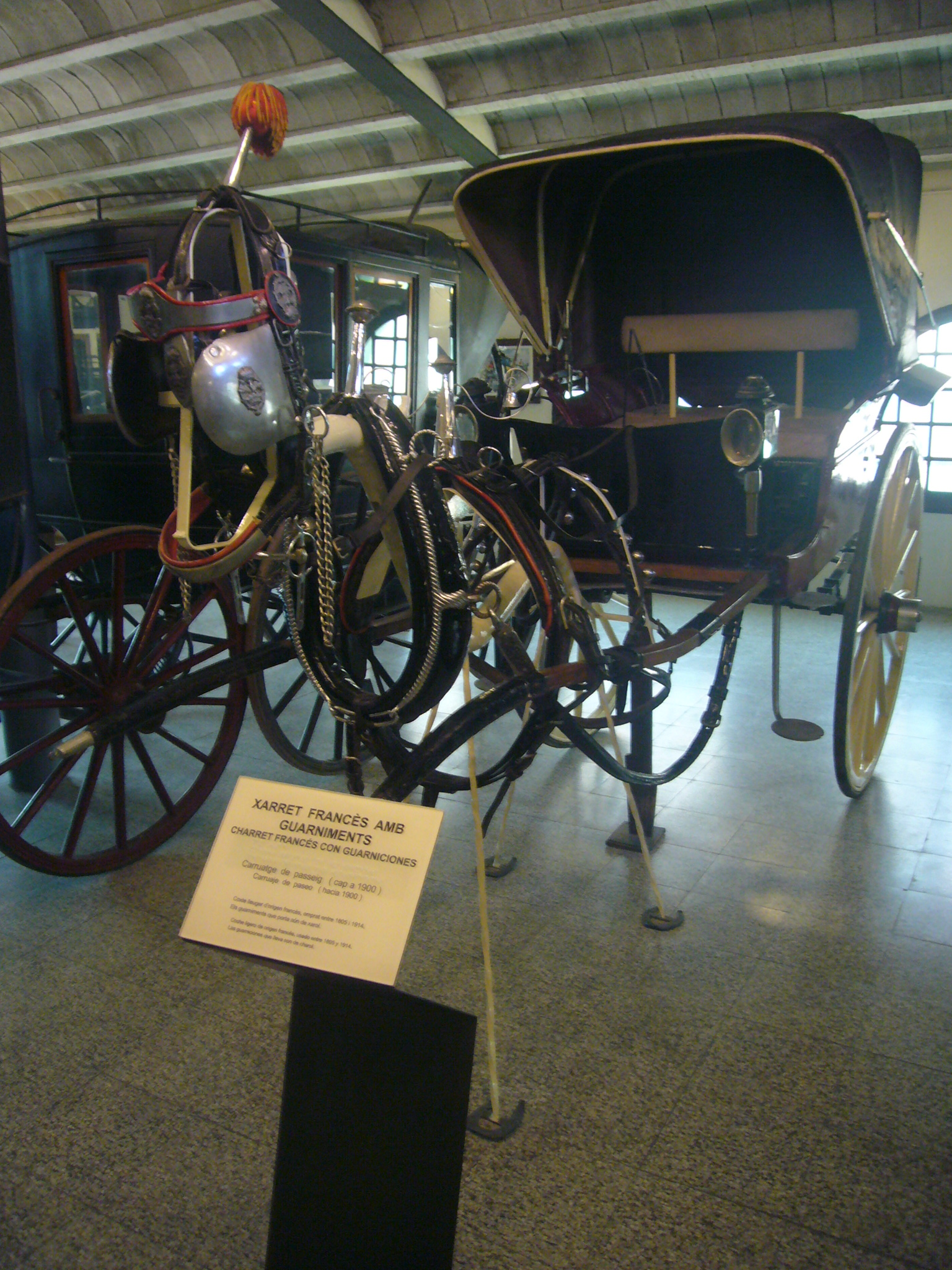
Xarret francès amb capota en el Museu del Traginer d'Igualada.
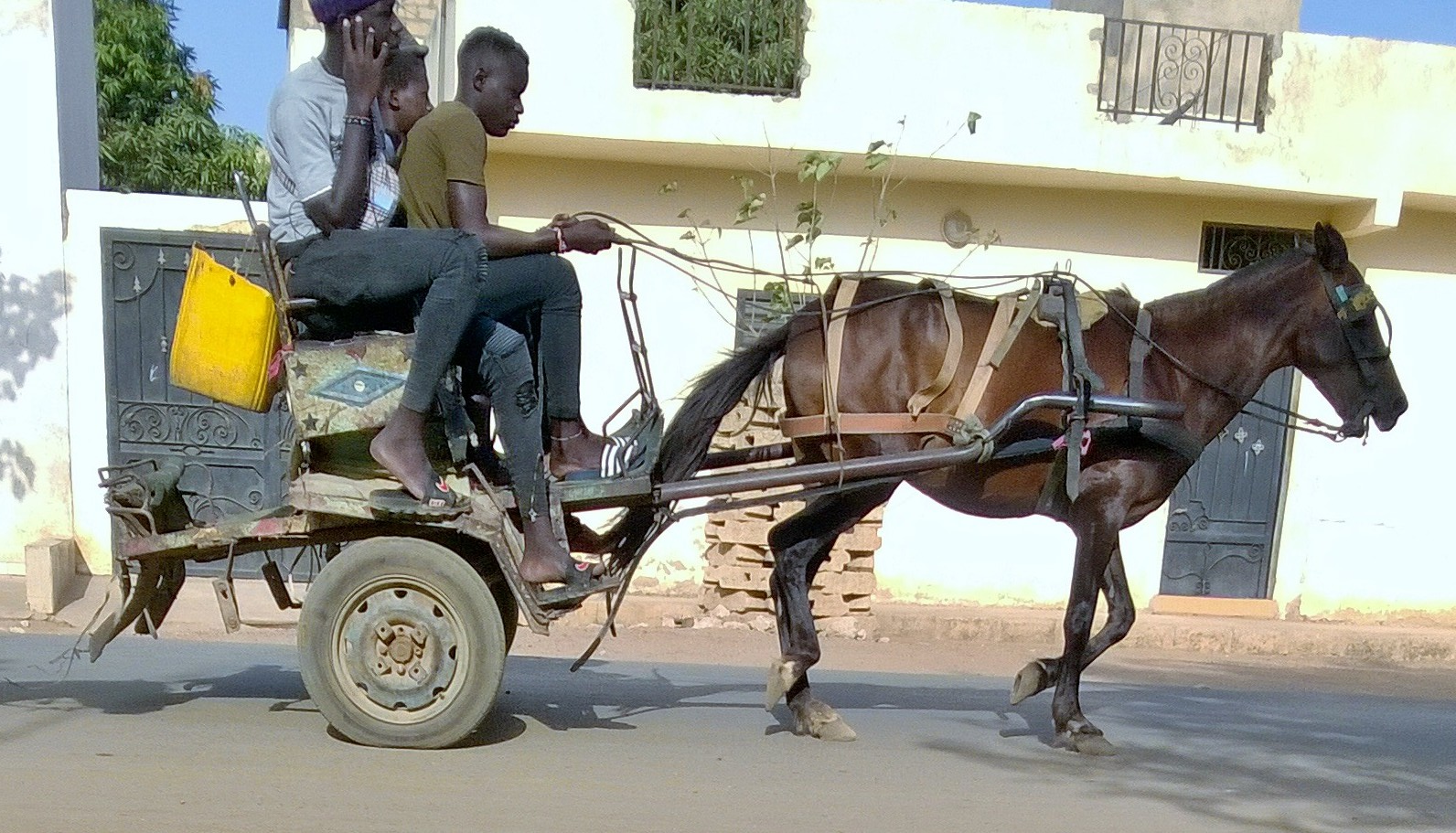
Carro de dues rodes, seient i pantalla per a les cames fotografiat al Senegal